# Уречье
Уречье (бел. Урэчча) — городской посёлок в Любанском районе Минской области Беларуси. Административный центр Уречского сельсовета. Расположен в 18 км на северо-запад от Любани, в 140 км от Минска. Есть железнодорожная станция на линии Солигорск—Осиповичи.
Численность населения — 2 291 человек (на 1 января 2025 года).

## История
Первое упоминание местечка Уречье относится к 1635 году. В то время ближайшие земли принадлежали роду Олельковичей, далее они переходят к Радзивиллам.
В 1737 году Анной Радзивилл была основана уречская мануфактура — первое производство зеркал в Речи Посполитой. Был заключен договор с мастерами Сентенбергской фабрики (Саксония), согласно которому те обязывались прибыть в Уречье и работать там, параллельно обучая местных жителей своему мастерству. Кроме зеркал производились подсвечники, рюмки, бокалы, стаканы, графины, бутылки и пр. Стеклянная мануфактура существовала до 1846 года. Были построны церковь, костел, почта, школа.
Входило в состав Новогрудского уезда, позже — Бобруйского.
В 1924 году Уречье стало относиться к образованному в том же году Любанскому району.
26 августа 2023 года территория городского посёлка Уречье включена в состав Уречского сельсовета.

## Население
Численность населения — 2 291 человек (на 1 января 2025 года). Численность населения — 2 372 человек (на 1 января 2023 года).
| Численность населения: |
| График не отображается по техническим причинам. Чтобы исправить это, воспроизведите график в новом формате, если это возможно. |

| 1939 | 1959   | 1970   | 1979   | 1989   | 2006   | 2016  | 2018   | 2023    | 2024 | 2025   |
| ---- | ------ | ------ | ------ | ------ | ------ | ----- | ------ | ------- | ---- | ------ |
| 5591 | ▲ 6908 | ▼ 4155 | ▼ 4051 | ▲ 4074 | ▼ 3290 | 2 959 | ▼ 2961 | ▼ 2 372 |      | ▼2 291 |

По переписи 1939 года в Уречье проживало 3222 белоруса (57,6%), 1016 русских (18,2%), 979 евреев (17,5%), 241 украинец (4,3%), 42 поляка (0,8%), 91 представитель других национальностей.

## Экономика
Крупнейшие предприятия — филиал Уречский спиртзавод РУП «Минск Кристалл», ОАО «Уречский», Уречский механический завод

## Образование
- ГУО «Уречская СШ № 1 Любанского района»
- ГУО «Уречская СШ № 2 Любанского района»
- ГУО «Уречский детский сад № 35 Любанского района»
- ГУО «Уречский детский сад-ясли № 10 Любанского района»
- Физкультурно-оздоровительный комплекс

## Культура
- Дом культуры
- Культурно-досуговый центр
- Музей ГУО «Уречская СШ № 1 Любанского района»
- Музей ГУО «Уречская СШ № 2 Любанского района»

## Достопримечательность
- Братская могила партизан
- Могилы жертв фашизма
- Храм Святителя Николая Чудотворца
- Храм равноапостальных Мефодия и Кирилла
- Церковь Христиан веры Евангельской

### Памятник, скульптура
- Памятник В. И. Ленину
- Памятник землякам, погибшим в Великой Отечественной войне